# Pomnik Witolda Pileckiego w Warszawie

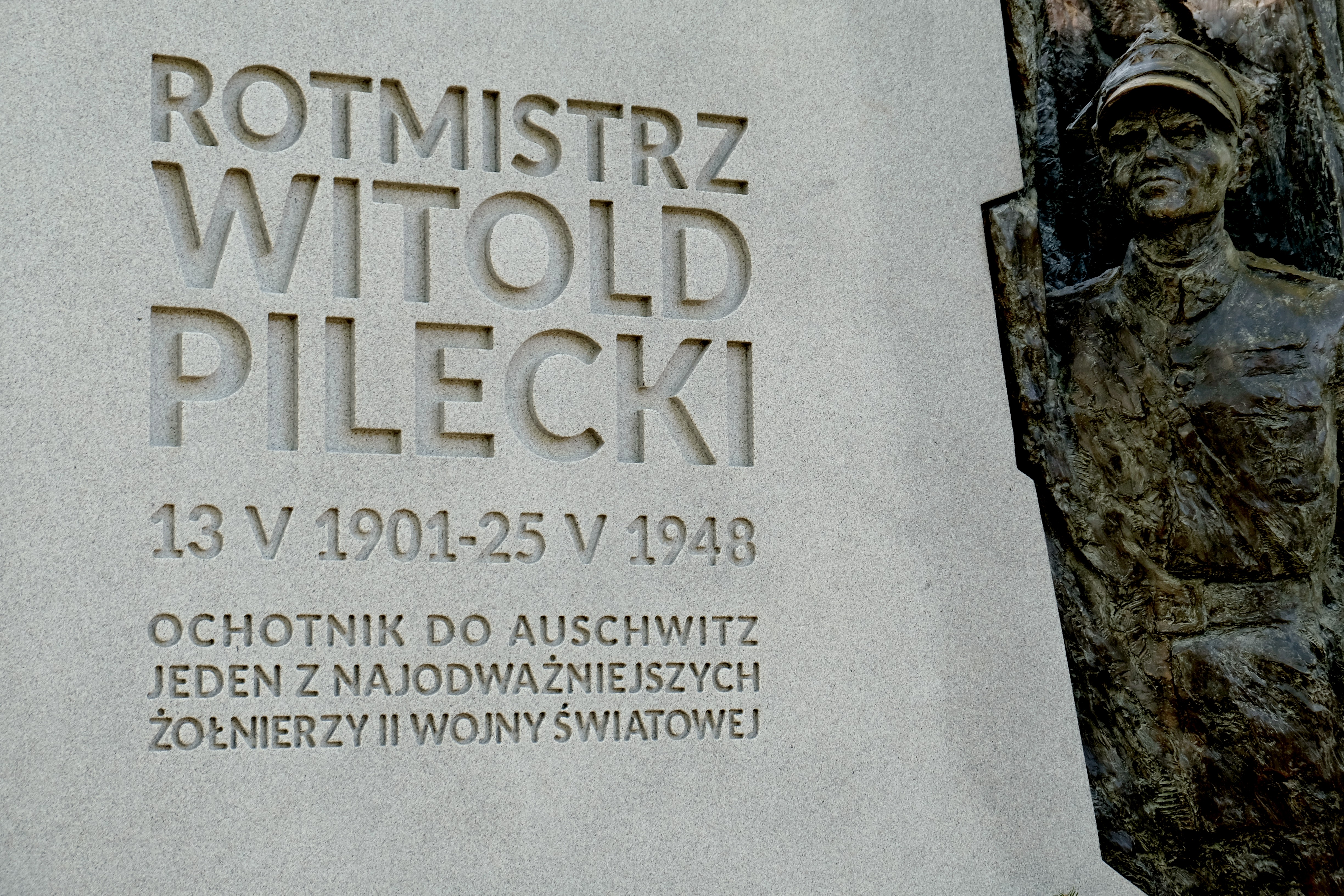
Fragment pomnika

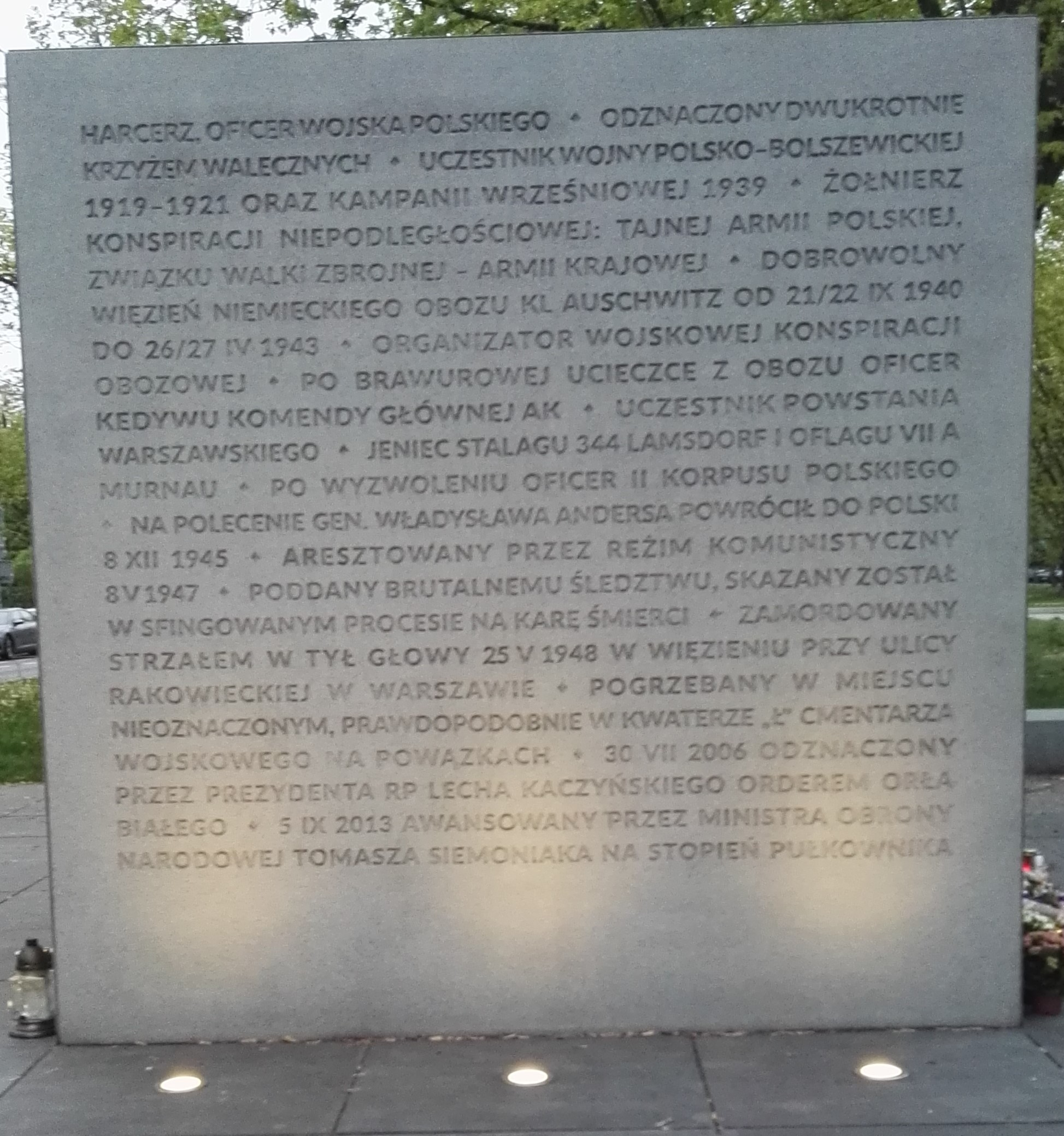
Życiorys na zachodniej stronie pomnika

Pomnik Witolda Pileckiego – monument w Warszawie, znajdujący się przy al. Wojska Polskiego na przedłużeniu osi ul. Bitwy pod Rokitną, w dzielnicy Żoliborz.
Pomnik znajduje się w pobliżu miejsca, w którym Witold Pilecki został aresztowany 19 września 1940.

## Historia

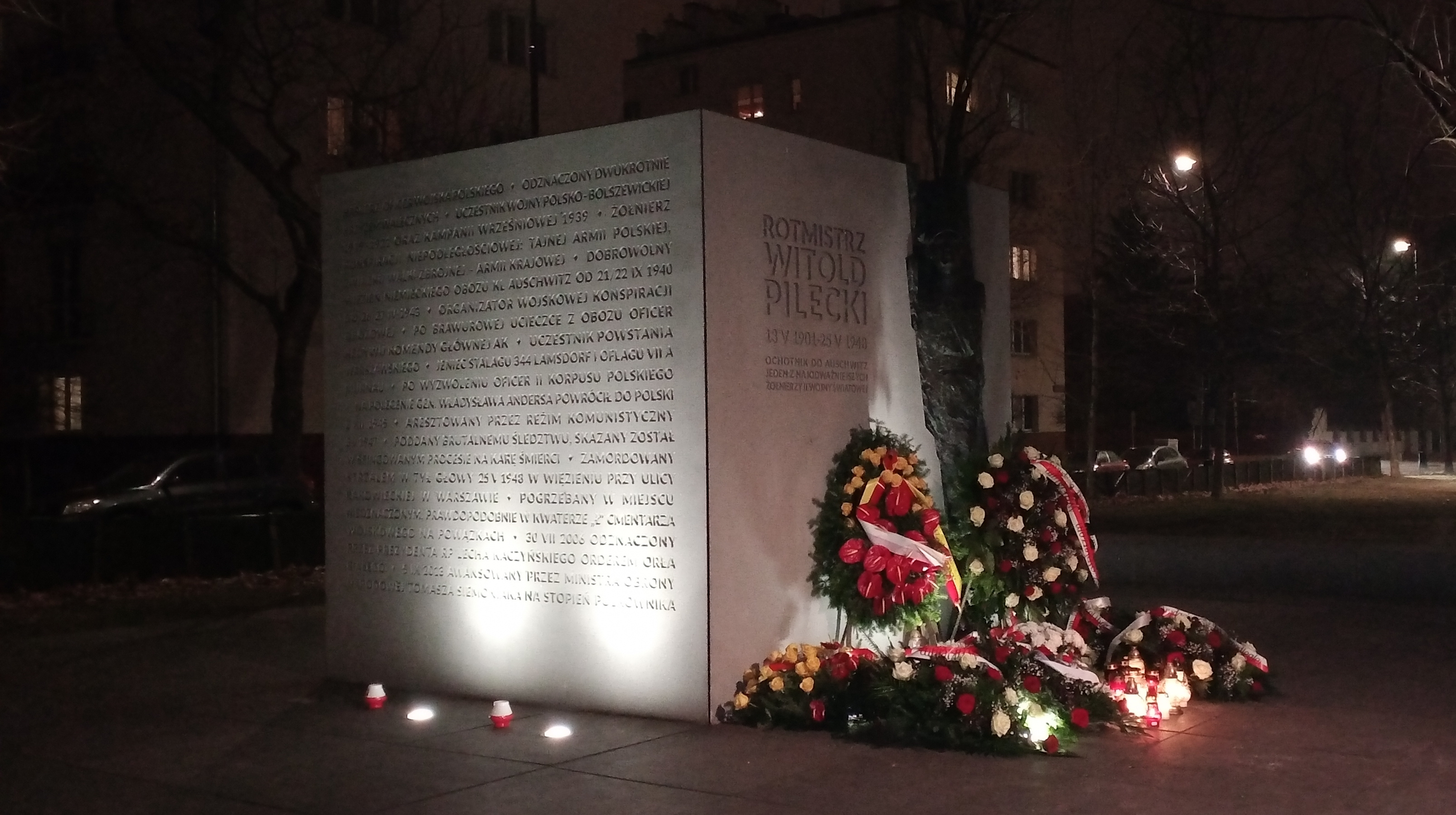
Pomnik nocą w Dzień Pamięci Żołnierzy Wyklętych

Propozycję wybudowania rotmistrzowi Witoldowi Pileckiemu w Warszawie podjęło w sierpniu 2013 roku stowarzyszenie Młodzi dla Polski, uruchamiając na portalu społecznościowym Facebook stronę „Chcemy pomnika rotmistrza Pileckiego w Warszawie”. Po zdobyciu w krótkim czasie poparcia kilku tysięcy internautów i zainteresowania inicjatywą ogólnopolskich mediów, stowarzyszenie 23 sierpnia 2013 skierowało do Przewodniczącej Rady m.st. Warszawy Ewy Malinowskiej-Grupińskiej pismo, w którym argumentowało, że „wzniesienie przez władze Warszawy pomnika rotmistrza Pileckiego będzie spłatą długu naszego pokolenia wobec żołnierzy walczących w czasach II wojny światowej oraz po 1945 roku o wolność i niepodległość Polski, kiedy większość z nich zapłaciła najwyższą cenę, będąc zamordowaną przez stalinowskich oprawców. (…) Bohaterstwo Witolda Pileckiego jest najwyższą formą miłości do Ojczyzny, a zarazem niedoścignionym wzorem patriotyzmu. Z tego też powodu wyszliśmy z naszą inicjatywą i postanowiliśmy zwrócić się o uhonorowanie pomnikiem Witolda Pileckiego”.
12 września 2013 podczas sesji rady miasta warszawscy radni zdecydowali o uhonorowaniu Witolda Pileckiego pomnikiem na terenie Warszawy. W uzasadnieniu do uchwały rada miasta zaznaczyła, że z wnioskiem do przewodniczącej rady miasta o wzniesienie pomnika rotmistrzowi Pileckiemu wystąpił prezes stowarzyszenia Młodzi dla Polski, a lokalizację zaproponował burmistrz Żoliborza Krzysztof Bugla. Radni Prawa i Sprawiedliwości proponowali w tym okresie, aby zastąpił on zdemontowany pomnik Braterstwa Broni na placu Wileńskim, na warszawskiej Pradze-Północ, co nie spotkało się z przychylnością radnych Platformy Obywatelskiej oraz Sojuszu Lewicy Demokratycznej. Ówczesny wiceprzewodniczący rady miasta Sebastian Wierzbicki z SLD sugerował iż pomnik mógłbym stanąć w okolicy ul. Rakowieckiej, gdzie Witold Pilecki został zamordowany. Ostatecznie to propozycja Krzysztofa Bugli uzyskała poparcie rady. W uzasadnieniu do uchwały wskazano, że lokalizację zaakceptowała również pani Zofia Pilecka-Optułowicz oraz Rada Ochrony Pamięci Walk i Męczeństwa. Uchwałę o wzniesieniu pomnika rotmistrza Pileckiego warszawscy radni podjęli jednogłośnie.
We wrześniu 2014 ogłoszono konkurs na koncepcję pomnika, zaś w grudniu tego samego roku rozstrzygnięto konkurs, który zwyciężyła pracownia „Morfenes” (Jacek Kiciński i Rafał Stachowicz) z Siemianowic Śląskich. Wszystkie zgłoszone projekty pomnika prezentowane były następnie na wystawie pokonkursowej w sali Kisielewskiego Pałacu Kultury i Nauki. 16 września 2016 Stołeczny Zarząd Rozbudowy Miasta ogłosił przetarg na wykonanie robót budowlanych w ramach zadania inwestycyjnego pod nazwą „Budowa pomnika Witolda Pileckiego”, zaś 31 października wykonano odlew całej rzeźby.
Pomnik odsłonięto 13 maja 2017 w dniu 116. rocznicy urodzin Witolda Pileckiego. Odsłonięcia dokonały dzieci rotmistrza, Andrzej i Zofia. W uroczystości wzięli udział między innymi wicepremier Mateusz Morawiecki oraz Prezydent Warszawy Hanna Gronkiewicz-Waltz.